# Colin McKenzie
J. Colin McKenzie (Vancouver, 24 de noviembre de 1964) es un ex–jugador canadiense de rugby que se desempeñaba como octavo.

## Selección nacional
Fue convocado a los Canucks por primera vez en junio de 1992 para enfrentar a las Águilas y disputó su último partido en noviembre de 1997 ante el XV del Trébol. En total jugó 25 partidos y marcó dos tries para un total de 10 puntos.

### Participaciones en Copas del Mundo
Disputó la Copa del Mundo de Sudáfrica 1995 donde McKenzie le marcó un try a los Stejarii en la única victoria de los Canucks en el torneo, que resultaron eliminados en fase de grupos tras perder con los Wallabies y los eventuales campeones del Mundo; los Springboks.
| Mundial                       | Sede      | Resultado    | PJ | Tries |
| ----------------------------- | --------- | ------------ | -- | ----- |
| Copa Mundial de Rugby de 1995 | Sudáfrica | Primera fase | 2  | 1     |